# České předsednictví v Radě Evropské unie 2022

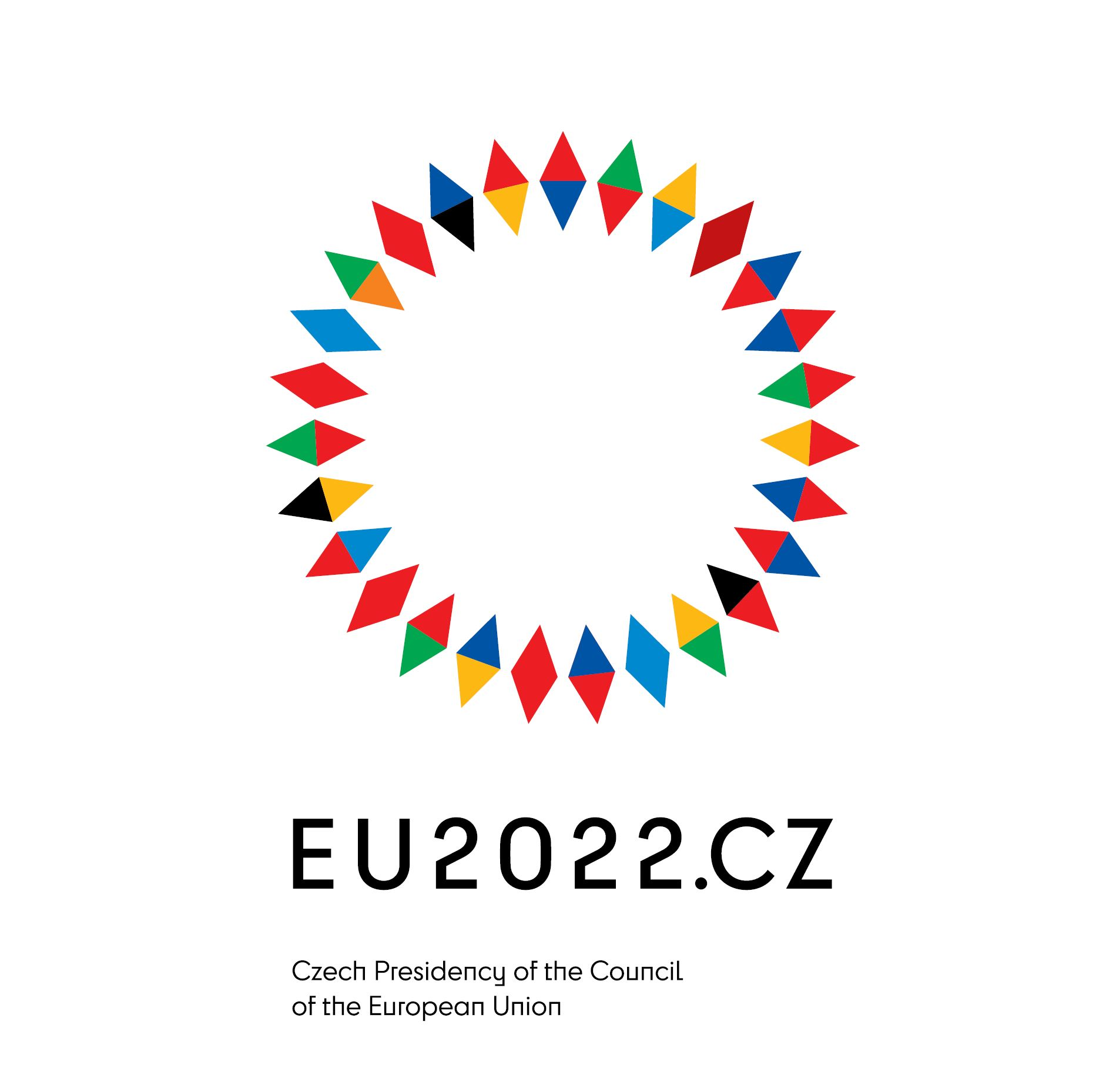
Oficiální logo českého předsednictví Rady EU v roce 2022

Druhé české předsednictví v Radě Evropské unie se konalo od 1. července do 31. prosince 2022. Země předtím předsedala od 1. ledna do 30. června 2009. České předsednictví bylo spolu s Francií a Švédskem součástí 11. předsednické trojky. Tato trojka je první ve třetím cyklu předsednictví. Předsednictví probíhalo pod vedením vlády Petra Fialy, ačkoli přípravy začaly již za vlády Andreje Babiše.
Po českých parlamentních volbách v roce 2021 vystřídal Fiala Babiše na postu premiéra a ministrem pro evropské záležitosti jmenoval Mikuláše Beka, aby pomáhal koordinovat předsednictví, spolu s ministrem zahraničí Janem Lipavským. Dne 9. června 2022 bylo oznámeno, že sloganem předsednictví bude „Evropa jako úkol“. České předsednictví začalo 1. července 2022 slavnostním zahájením v Litomyšli.
Předsednictví bylo poznamenáno ruskou válkou na Ukrajině, energetickou krizí a inflací.

## Priority
Dne 9. června 2022 bylo oznámeno, že sloganem předsednictví bude „Evropa jako úkol“. V médiích bylo v souvislosti s vypuknuvší válkou na Ukrajině označováno jako „válečné předsednictví“.
Vláda pro české předsednictví stanovila pět priorit:
1. zvládnutí uprchlické krize a poválečnou obnovu Ukrajiny,
2. energetickou bezpečnost,
3. posílení evropských obranných kapacit a bezpečnosti kybernetického prostoru,
4. strategickou odolnost evropské ekonomiky,
5. odolnost demokratických institucí.

## Průběh
Slavnostní zahájení českého předsednictví se konalo 1. července 2022 v Litomyšli.

### Summit Evropského politického společenství
V rámci českého předsednictví se v Praze 6. října 2022 konal historicky první summit Evropského politického společenství, tedy platformy, která zahrnuje všechny evropské země kromě Ruska a Běloruska. Autorem konceptu je francouzský prezident Emanuel Macron, organizátory byli český premiér Petr Fiala a předseda Evropské rady Charles Michel. Summit se konal na Pražském hradě, účastnilo se ho 44 státních delegací. Hosty summitu byla například britská premiérka Liz Trussová (pro kterou se jednalo o první zahraniční cestu ve funkci), francouzský prezident Emanuel Macron, turecký prezident Recep Tayyip Erdogan, německý kancléř Olaf Scholz nebo ukrajinský premiér Denys Šmyhal. Českou republiku na summitu zastupoval premiér Petr Fiala, před státníky krátce vystoupil i prezident Miloš Zeman. 
Druhý den pak na summit navázala schůzka Evropské rady, tedy zástupců 27 členských států Evropské unie.

## Osobnosti předsednictví

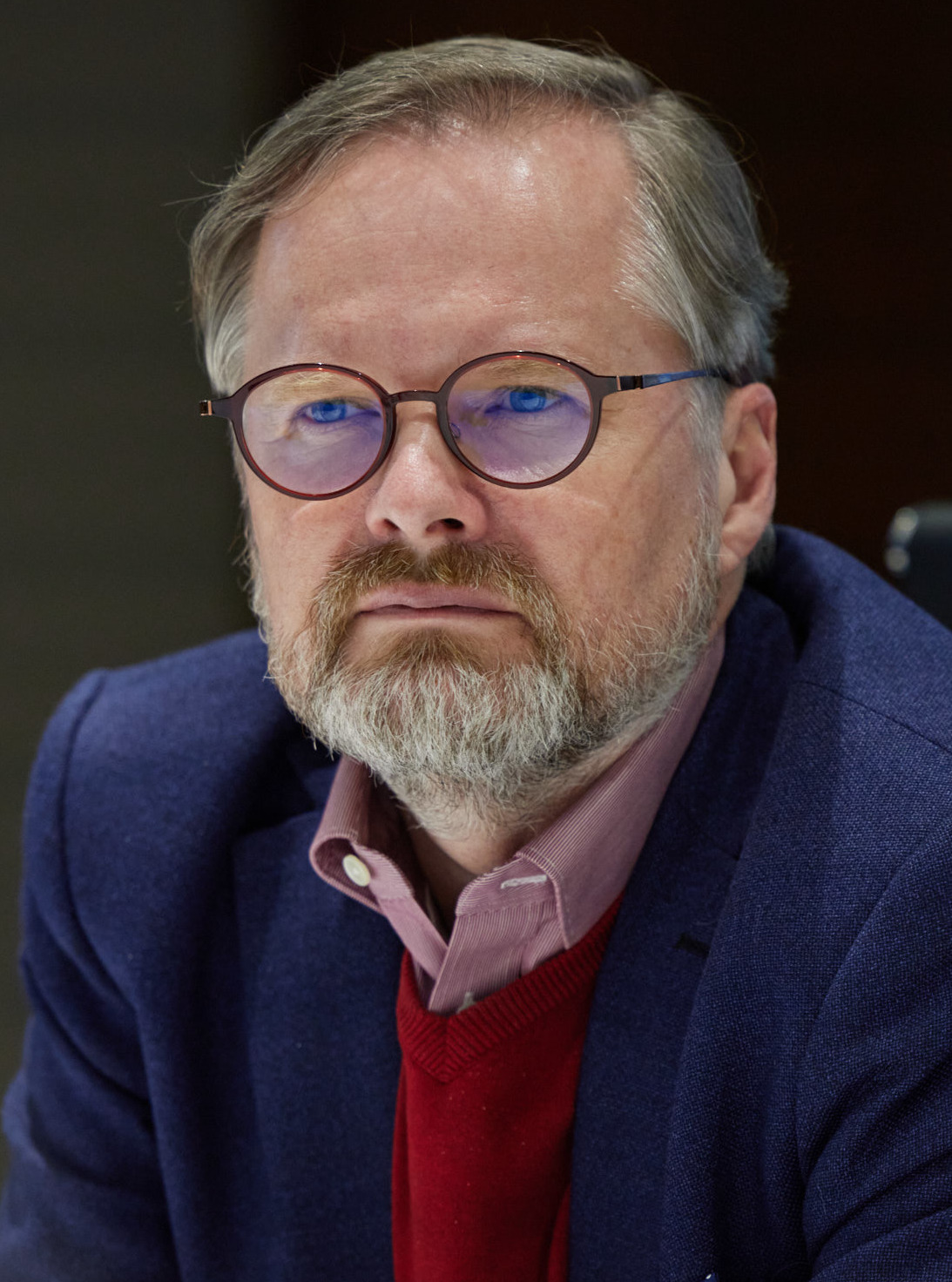
Předseda vlády ČR Petr Fiala (ODS)
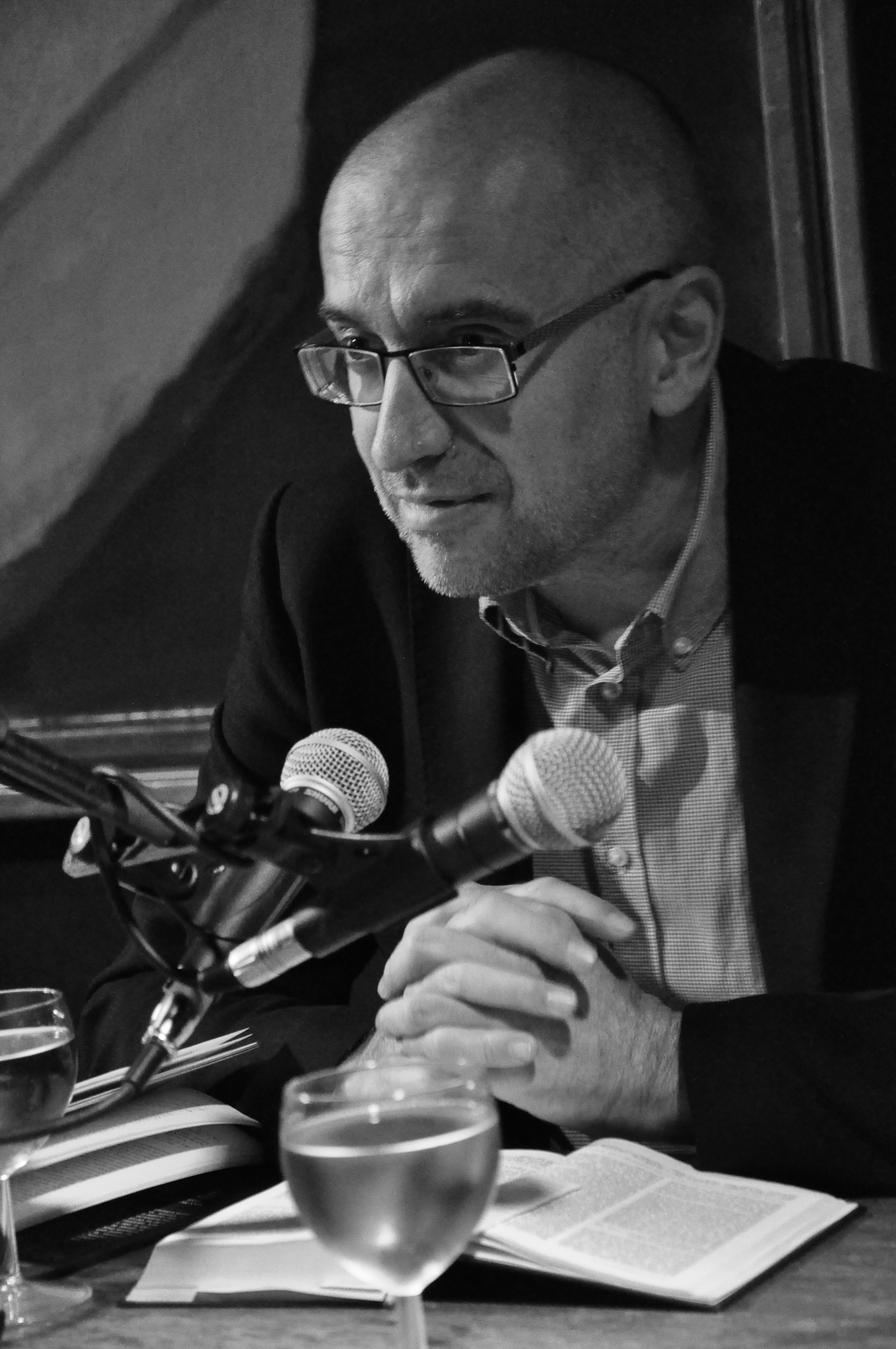
Mikuláš Bek (STAN), ministr pro evropské záležitosti
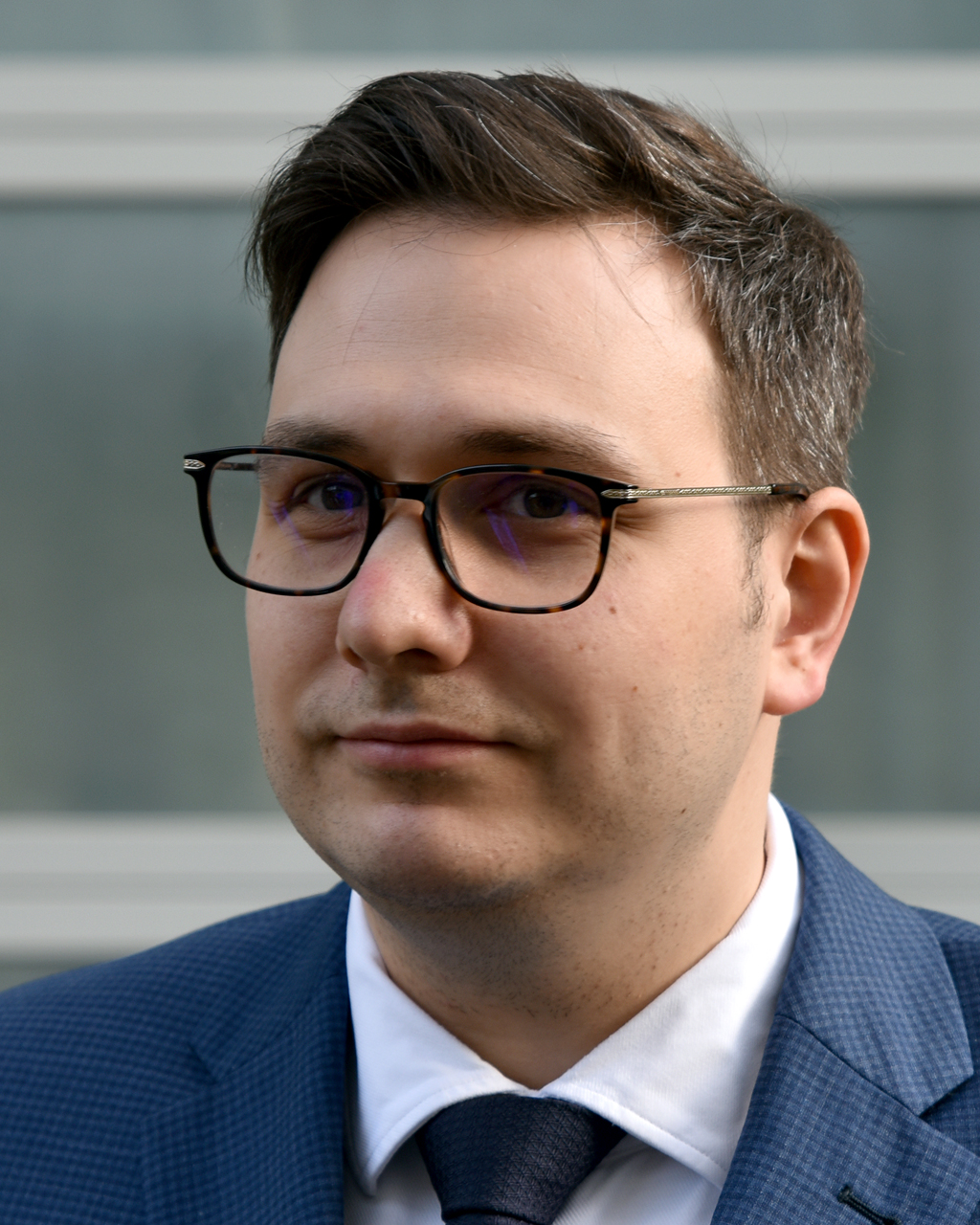
Jan Lipavský (Piráti), ministr zahraničních věcí
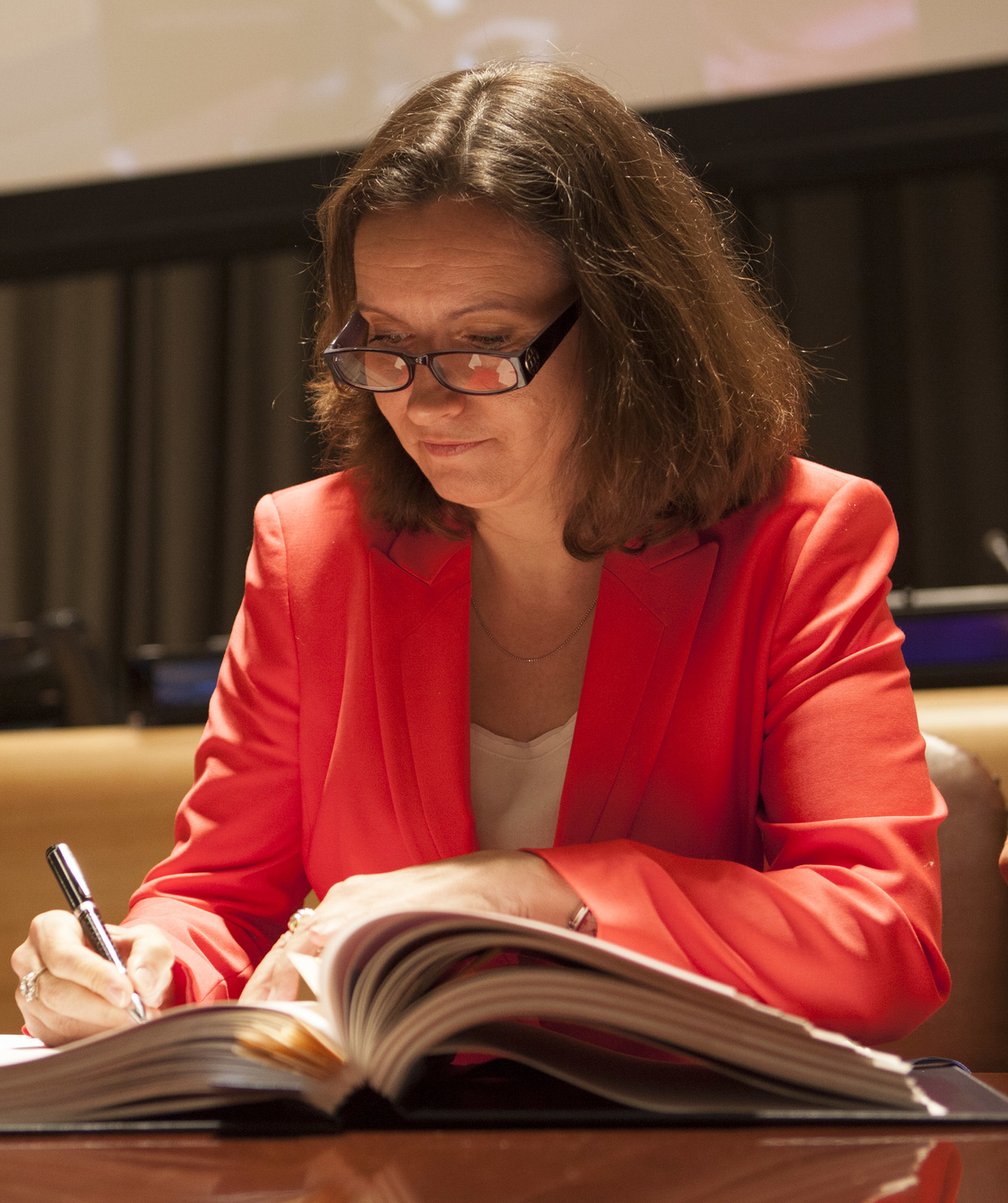
Edita Hrdá, stálá představitelka ČR při EU

## Hodnocení
Za úspěchy českého předsednictví označila vláda schválení tří sankčních balíčků vůči Rusku a Bělorusku, pozastavení dohody o vízové facilitaci s Ruskem, schválení finanční podpory Ukrajině ve výši 18 miliard eur, schválení všech klimatických částí balíčku „Fit for 55“ a dosažení široké shody mezi členskými státy na zastropování aktuálně vysokých cen zemního plynu. Místopředseda Evropské komise Frans Timmermans, který byl zodpovědný za Zelenou dohodu pro Evropu, označil české předsednictví za jedno z nejúspěšnějších.
Během českého předsednictví byla dojednána konečná podoba balíčku „Fit for 55“, který je součástí širší strategie Evropské unie k dosažení uhlíkové neutrality do roku 2050 známé jako Zelená dohoda pro Evropu. Součástí balíčku je i zákaz prodeje nových osobních automobilů se spalovacími motory po roce 2035, ukončení těžby a prodeje uhlí, z něhož se vyrábí skoro polovina elektřiny v Česku, do roku 2033, nebo nový systém emisních povolenek EU ETS 2, který od roku 2027 rozšíří systém emisních povolenek kromě těžkého průmyslu a energetiky i na vytápění domů a osobní dopravu, tedy na benzín, naftu, plyn a uhlí. Podle kritiků nový systém emisních povolenek způsobí po roce 2027 prudké zdražení pohonných hmot, energií a bydlení.

## Galerie

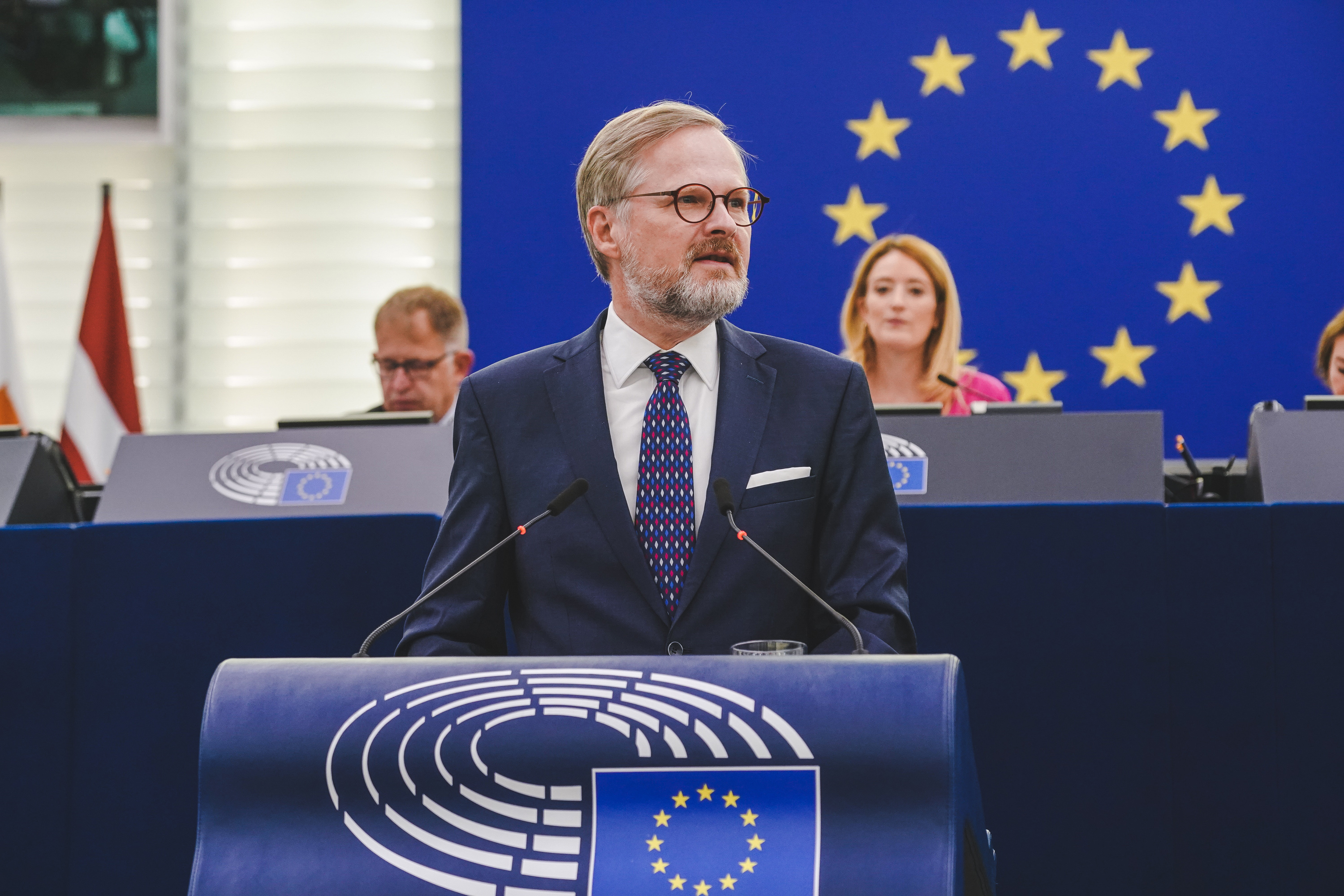
Premiér Petr Fiala při projevu v Evropském parlamentu k prioritám českého předsednictví
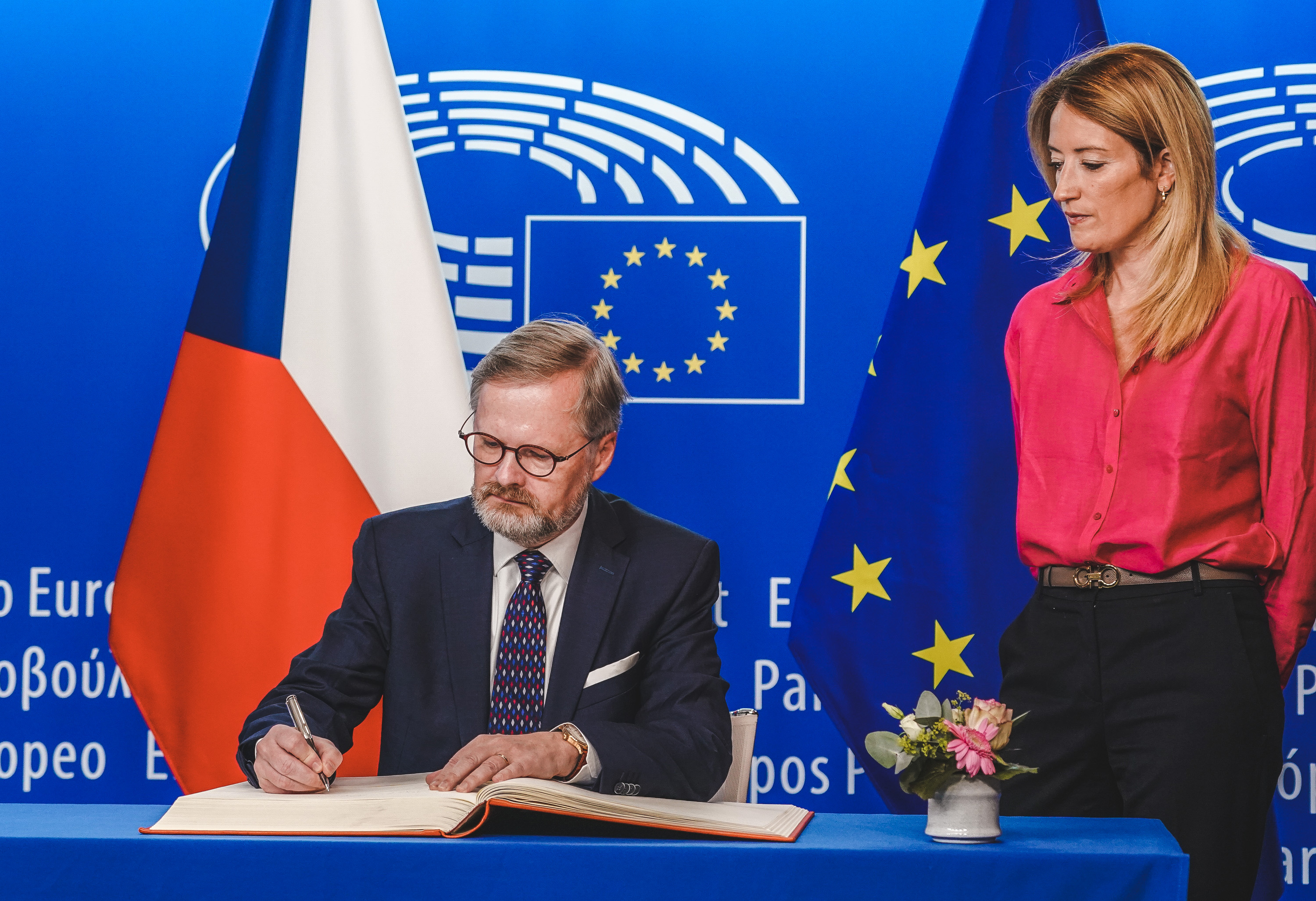
Petr Fiala a předsedkyně Evropského parlamentu Roberta Metsolaová
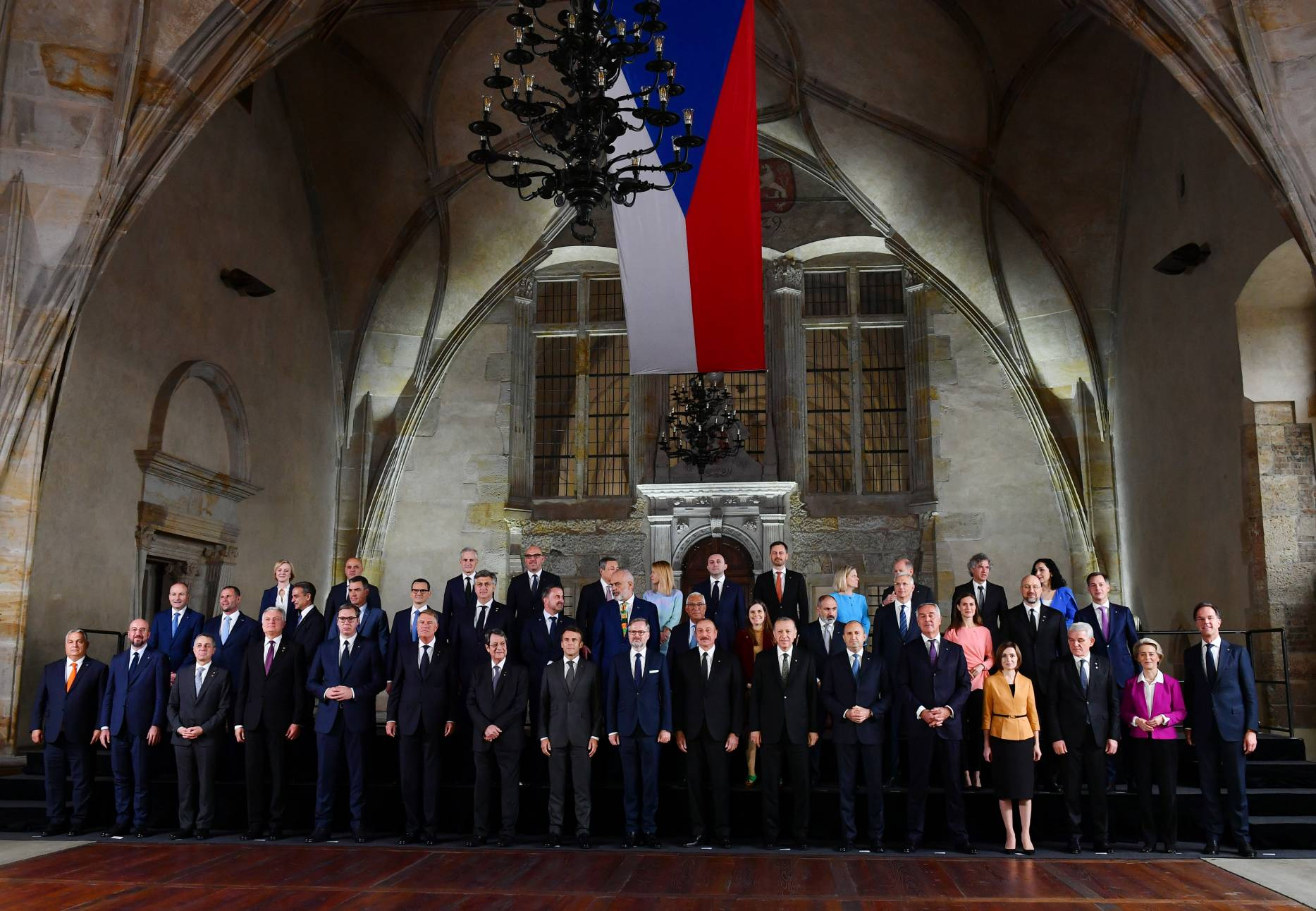
Fotografie účastníků summitu Evropské politické společenství na Pražském hradě
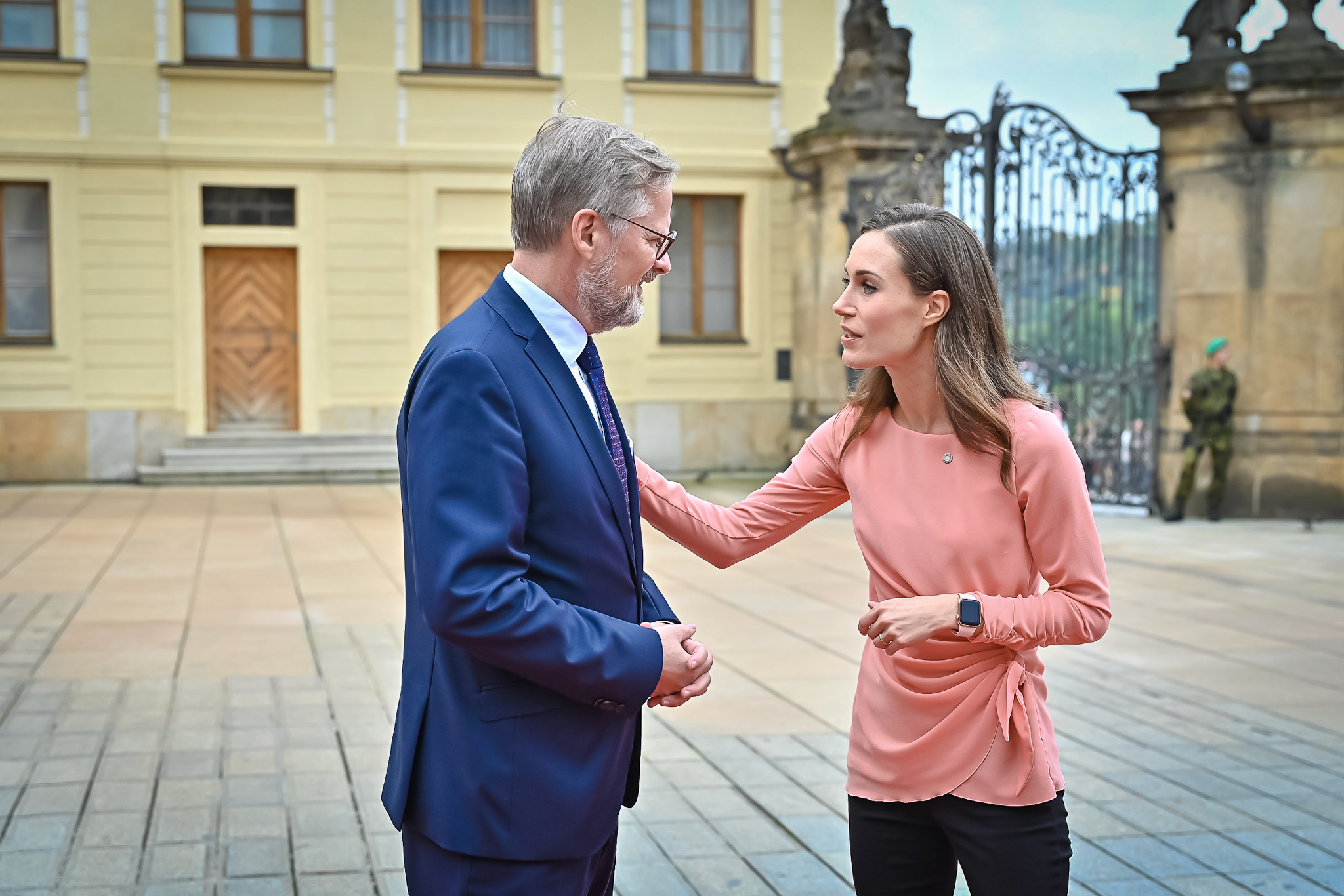
Premiér Petr Fiala s finskou premiérkou Sannou Marin během summitu
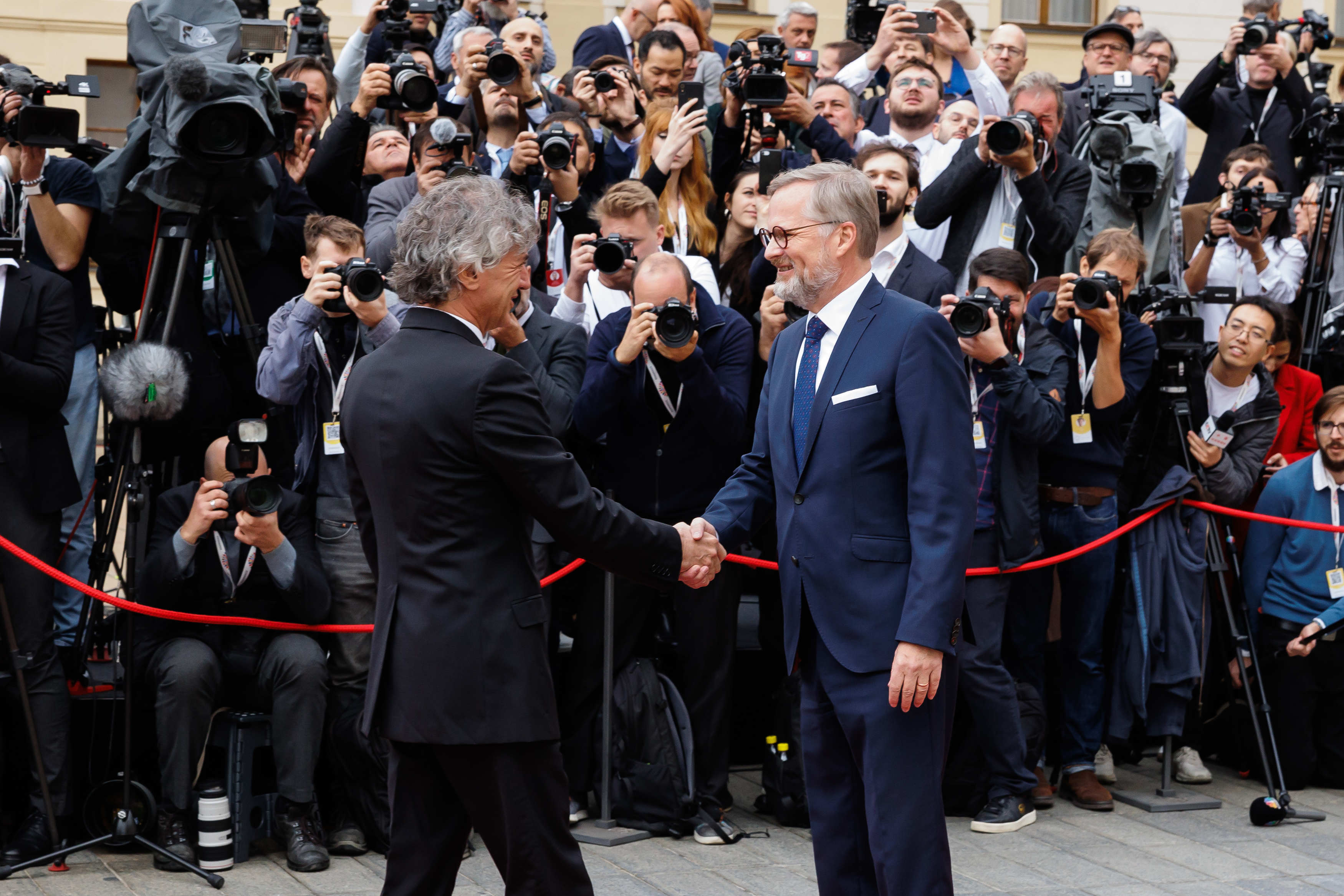
Petr Fiala vítá na Pražském hradě slovinského premiéra Roberta Goloba